# Falshomelix unicolor
Falshomelix unicolor là một loài bọ cánh cứng trong họ Cerambycidae.